# Cephalobaenidae
Cephalobaenidae is een familie van kreeftachtigen uit de klasse van de Ichthyostraca.

## Geslacht
- Cephalobaena Heymons, 1922